# دختر شایسته میان‌قاره‌ای

شهره نیک‌پور، دختر شایسته میان‌قاره‌ای سال ۱۹۷۵ از ایران.

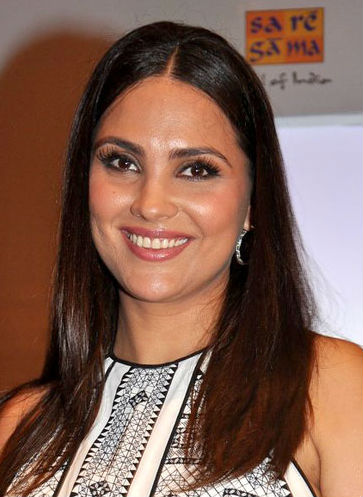

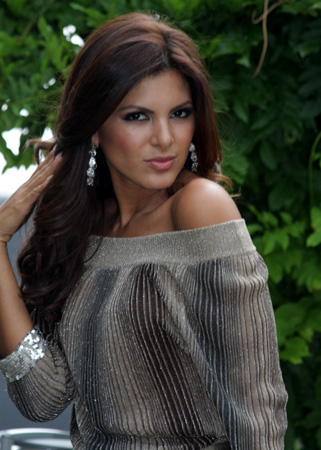

رقابت‌های دختر شایسته میان‌قاره‌ای (به انگلیسی: Miss Intercontinental) یکی از رقابت‌های سرتاسری دختر شایسته جهان است.

## تاریخجه
این رقابت‌ها در سال ۱۹۷۳ با نام Miss Teenage Peace International در
اورنج اشتاد مرکز جزیره آروبا از مستعمرات هلند در دریای کارائیب آغاز شد. در سال ۱۹۷۴ نام آن به Miss Teenage Intercontinental، در ۱۹۷۹ به Miss Teen Intercontinental و در ۱۹۸۲ به Miss Intercontinental
تغییر یافت. این رقابت‌ها از سال ۱۹۸۴ ادامه داده نشد. در سال ۱۹۸۶ رقابت‌های Miss Africa World تحت سازمان دهی نیجریه‌ای‌ها آغازشد که سال بعد نام آن به Miss Intercontinental
تغییر یافت. این رقابت‌ها تا سال ۱۹۹۱ ادامه پیدا کرد و از سال ۱۹۹۲ برگزار نشد. در سال ۱۹۹۱ رقابت‌های Miss Friendship تحت سازمان دهی آلمانی‌ها برگزارشد که در سال ۱۹۹۲ با ادامه نیافتن نسخهٔ نیجریه، نام آن به Miss Intercontinental
تغییر یافت. این رقابت‌ها تا کنون ادامه دارد.
دختر شایسته میان‌قاره‌ای حال ماریا سپرو از پورتوریکو است.

## نسخه‌ها
- نسخهٔ آروبا (۱۹۷۳–۱۹۸۳)
  - این رقابت‌ها در سال ۱۹۷۳ با نام Miss Teenage Peace International در اورنج‌اشتاد مرکز جزیره آروبا آغاز شد.
  - در سال ۱۹۷۴ نام آن به Miss Teenage Intercontinental تغییر یافت.
  - در سال ۱۹۷۹ نام آن به Miss Teen Intercontinental تغییر یافت.
  - در ۱۹۸۲ نام آن به Miss Intercontinental تغییر یافت.
  - نسخهٔ آروبا از سال ۱۹۸۴ دیگر برگزار نشد.
- نسخهٔ نیجریه (۱۹۸۶–۱۹۹۱)
  - این رقابت‌ها در سال ۱۹۸۶ با نام Miss Africa World در لاگوس پایتخت نیجریه آغاز شد.
  - در ۱۹۸۷ نام آن به Miss Intercontinental تغییر یافت.
  - دومین دوره در نوامبر سال ۱۹۸۷ انجام شد ولی به برنده عنوان سال ۱۹۸۸ اعطا شد.
  - در سومین دوره در سال ۱۹۸۹، دختری از نیجریه برنده شد ولی بعد انصراف داد و عنوان به نفر دوم از جمهوری دومینیکن داده شد.
  - نسخهٔ نیجریه از سال ۱۹۹۲ دیگر برگزار نشد.
- نسخهٔ آلمان (۱۹۹۱-۱۹۹۲)
  - این رقابت‌ها در سال ۱۹۹۱ با نام Miss Friendship در بن پایتخت آلمان‌غربی آغاز شد.
  - در ۱۹۹۲ نام آن به Miss Intercontinental تغییر یافت.
- نسخهٔ کنونی (۱۹۹۳-تاکنون)
  - این رقابت‌ها در سال ۱۹۹۳ آغاز شد و تا کنون ادامه دارد.

## برندگان
| ۱۹۷۱        | ماگنولیا مارتینز روخاس         | پرو                 | اورنج اشتاد، آروبا          |            |            |            |            |            |
| ۱۹۷۲        | جین ویرا ماکامبیرا             | برزیل               | اورنج اشتاد، آروبا          |            |            |            |            |            |
| ۱۹۷۳        | باربارا جین سرجی               | آمریکا              | اورنج اشتاد، آروبا          |            |            |            |            |            |
| ۱۹۷۴        | ماریا امیلیا دلاریوس           | ونزوئلا             | اورنج اشتاد، آروبا          |            |            |            |            |            |
| ۱۹۷۵        | شهره نیک‌پور                    | ایران               | اورنج اشتاد، آروبا          |            |            |            |            |            |
| ۱۹۷۶        | ایوانا ناوارو                  | نیکاراگوئه          | اورنج اشتاد، آروبا          |            |            |            |            |            |
| ۱۹۷۷        | الیزابت آن جونز                | انگلستان            | اورنج اشتاد، آروبا          |            |            |            |            |            |
| ۱۹۷۸        | الیزابت آنیتا ردی              | هند                 | اورنج اشتاد، آروبا          |            |            |            |            |            |
| ۱۹۷۹        | ماریان شان سی                  | آمریکا              | اورنج اشتاد، آروبا          |            |            |            |            |            |
| ۱۹۸۰        | الیزابت گازیه ویچ              | آرژانتین            | پونتو فیجو، ونزوئلا         |            |            |            |            |            |
| ۱۹۸۱        | کریستینا لیسیتا پاسوس          | برزیل               | بارانکیلا، کلمبیا           |            |            |            |            |            |
| ۱۹۸۲        | جودی جوی دومینیکی              | آمریکا              | کارتاجنا، کلمبیا            |            |            |            |            |            |
| ۱۹۸۳        | بریژیت برگمن                   | هلند                | اورنج اشتاد، آروبا          |            |            |            |            |            |
| ۱۹۸۴        | برگزار نشد                     | برگزار نشد          | برگزار نشد                  | برگزار نشد | برگزار نشد | برگزار نشد | برگزار نشد | برگزار نشد |
| ۱۹۸۵        | برگزار نشد                     | برگزار نشد          | برگزار نشد                  | برگزار نشد | برگزار نشد | برگزار نشد | برگزار نشد | برگزار نشد |
| نسخه نیجریه |                                |                     |                             |            |            |            |            |            |
| ۱۹۸۶        | الیزابت رابینسون لاتالادی      | پورتوریکو           | لاگوس، نیجریه               |            |            |            |            |            |
| ۱۹۸۷        | برگزار نشد                     | برگزار نشد          | برگزار نشد                  | برگزار نشد | برگزار نشد |            |            |            |
| ۱۹۸۸        | جوآن می نارد                   | کوراسائو            | لاگوس، نیجریه               |            |            |            |            |            |
| ۱۹۸۹        | بیانکا اونو (استعفا)           | نیجریه              | لاگوس، نیجریه               |            |            |            |            |            |
| ۱۹۸۹        | براندا مارتا لاجارا (جانشین)   | جمهوری دومینیکن     | لاگوس، نیجریه               |            |            |            |            |            |
| ۱۹۹۰        | ساندرا فاستر                   | جامائیکا            | لاگوس، نیجریه               |            |            |            |            |            |
| ۱۹۹۱        | کارمن لیندا دیاز               | پورتوریکو           | لاگوس، نیجریه               |            |            |            |            |            |
| نسخه آلمان  |                                |                     |                             |            |            |            |            |            |
| ۱۹۹۱        | آلیونا ایوانووا                | روسیه               | بن، آلمان                   |            |            |            |            |            |
| ۱۹۹۲        | سوزان پتری                     | آلمان               | اش وایلر، آلمان             |            |            |            |            |            |
| نسخه کنونی  |                                |                     |                             |            |            |            |            |            |
| ۱۹۹۳        | ورونا فلدبوش                   | آلمان               | روت ویل، آلمان              |            |            |            |            |            |
| ۱۹۹۴        | کیمبرلی آن بایرز               | آمریکا              | دوسلدورف، آلمان             |            |            |            |            |            |
| ۱۹۹۵        | ملیسا کورتس                    | جزایر ویرجین آمریکا | درسدن، آلمان                |            |            |            |            |            |
| ۱۹۹۶        | تیمری بادری                    | تاهیتی              | ترییر، آلمان                |            |            |            |            |            |
| ۱۹۹۷        | لارا دوتا                      | هند                 | فرایبورگ، آلمان             |            |            |            |            |            |
| ۱۹۹۸        | جناینا ویژو برنهاوزر بوربا     | برزیل               | بادلاسیگ، آلمان             |            |            |            |            |            |
| ۱۹۹۹        | مینا اربایکنت                  | ترکیه               | بوخوم، آلمان                |            |            |            |            |            |
| ۲۰۰۰        | سابرینا شپمن                   | آلمان               | کایزرزلاترن، آلمان          |            |            |            |            |            |
| ۲۰۰۱        | لیجیا فرناندا پتی وارگاس       | ونزوئلا             | کوبورگ، آلمان               |            |            |            |            |            |
| ۲۰۰۲        | ریچاک ویانا کافی               | کوراسائو            | فورت، آلمان                 |            |            |            |            |            |
| ۲۰۰۳        | دومینیک حورانی                 | لبنان               | برلین، آلمان                |            |            |            |            |            |
| ۲۰۰۴        | دی زی کاتالینا والنسیا دئوسا   | کلمبیا              | هوهه هوت، چین               |            |            |            |            |            |
| ۲۰۰۵        | اماریس دیلیانا پینتو پرالتا    | ونزوئلا             | هانگشان، چین                |            |            |            |            |            |
| ۲۰۰۶        | کاتارینا مانوا                 | اسلواکی             | ناسائو، باهاما              |            |            |            |            |            |
| ۲۰۰۷        | نانسی افیونی                   | لبنان               | ماهه، جزایرسیشل             |            |            |            |            |            |
| ۲۰۰۸        | کریستینا لوسیا کامارگو دلارانس | کلمبیا              | زابرز، لهستان               |            |            |            |            |            |
| ۲۰۰۹        | هانلی زولامی کوئینترو لدزما    | ونزوئلا             | مینسک، بلاروس               |            |            |            |            |            |
| ۲۰۱۰        | مایدلایز کالمنا                | پورتوریکو           | پونتا کانا، جمهوری دومینیکن |            |            |            |            |            |
| ۲۰۱۱        | جسیکا هارتمن                   | آمریکا              | اوریهوئلا، اسپانیا          |            |            |            |            |            |
| ۲۰۱۲        | دانیلا خانادو چالبود مالدونادو | ونزوئلا             | آخن، آلمان                  |            |            |            |            |            |
| ۲۰۱۳        | یکاترینا پلخووا                | روسیه               | ماگدبورگ، آلمان             |            |            |            |            |            |
| ۲۰۱۴        | پاتراپورن وانگ                 | تایلند              | ماگدبورگ، آلمان             |            |            |            |            |            |
| ۲۰۱۵        | والنتینا رسولووا               | روسیه               | ماگدبورگ، آلمان             |            |            |            |            |            |
| ۲۰۱۶        | هیلمار روزاریو ولاسکوئز        | پورتوریکو           | کلمبو، سری‌لانکا             |            |            |            |            |            |
| ۲۰۱۷        | ورونیکا سالاس واله‌خو           | مکزیک               | هارگادا، مصر                |            |            |            |            |            |
| ۲۰۱۸        | کارن گالمن                     | فیلیپین             | پاسای سیتی، فیلیپین         |            |            |            |            |            |
| ۲۰۱۹        | فانی میکو                      | مجارستان            | شرم‌الشیخ، مصر               |            |            |            |            |            |
| ۲۰۲۰        | برگزار نشد                     | برگزار نشد          | برگزار نشد                  | برگزار نشد | برگزار نشد |            |            |            |
| ۲۰۲۱        | سیندرلا اوبنیتا                | فیلیپین             | شرم‌الشیخ، مصر               |            |            |            |            |            |
| ۲۰۲۲        | نگویان باو نگوک                | ویتنام              | شرم‌الشیخ، مصر               |            |            |            |            |            |
| ۲۰۲۳        | چاتنالین چوتجیراواراچات        | تایلند              | شرم‌الشیخ، مصر               |            |            |            |            |            |
| ۲۰۲۴        | ماریا سپرو                     | پورتوریکو           | شرم‌الشیخ، مصر               |            |            |            |            |            |
| ۲۰۲۵        |                                |                     | شرم‌الشیخ، مصر               |            |            |            |            |            |

## رده‌بندی کشورها
| کشور                | عنوان | سال‌های قهرمانی               |
| ------------------- | ----- | ---------------------------- |
| پورتوریکو           | ۵     | ۱۹۸۶, ۱۹۹۱, ۲۰۱۰, ۲۰۱۶, ۲۰۲۴ |
| ونزوئلا             | ۵     | ۱۹۷۴, ۲۰۰۱, ۲۰۰۵, ۲۰۰۹, ۲۰۱۲ |
| آمریکا              | ۵     | ۱۹۷۳, ۱۹۷۹, ۱۹۸۲, ۱۹۹۴, ۲۰۱۱ |
| روسیه               | ۳     | ۱۹۹۱, ۲۰۱۳, ۲۰۱۵             |
| آلمان               | ۳     | ۱۹۹۲, ۱۹۹۳, ۲۰۰۰             |
| برزیل               | ۲     | ۱۹۷۲, ۱۹۸۱, ۱۹۹۸             |
| کلمبیا              | ۲     | ۲۰۰۴, ۲۰۰۸                   |
| لبنان               | ۲     | ۲۰۰۳, ۲۰۰۷                   |
| کوراسائو            | ۲     | ۱۹۸۸, ۲۰۰۲                   |
| هند                 | ۲     | ۱۹۷۸, ۱۹۹۷                   |
| مجارستان            | ۱     | ۲۰۱۹                         |
| فیلیپین             | ۱     | ۲۰۱۸                         |
| مکزیک               | ۱     | ۲۰۱۷                         |
| تایلند              | ۱     | ۲۰۱۴                         |
| اسلواکی             | ۱     | ۲۰۰۶                         |
| ترکیه               | ۱     | ۱۹۹۹                         |
| تاهیتی              | ۱     | ۱۹۹۶                         |
| جزایر ویرجین آمریکا | ۱     | ۱۹۹۵                         |
| جامائیکا            | ۱     | ۱۹۹۰                         |
| نیجریه              | ۱     | ۱۹۸۹                         |
| جمهوری دومینیکن     | ۱     | ۱۹۸۹                         |
| هلند                | ۱     | ۱۹۸۳                         |
| آرژانتین            | ۱     | ۱۹۸۰                         |
| انگلستان            | ۱     | ۱۹۷۷                         |
| نیکاراگوئه          | ۱     | ۱۹۷۶                         |
| ایران               | ۱     | ۱۹۷۵                         |
| پرو                 | ۱     | ۱۹۷۱                         |